# Gravità quantistica euclidea
La gravità quantistica euclidea è una versione con rotazione di Wick della gravità quantistica, formulata come una teoria quantistica dei campi. Le  varietà che vengono usate in questa formulazione sono varietà riemanniane a 4 dimensioni invece che varietà pseudo-riemanniane. Viene anche assunto che le varietà sono compatte, connesse e prive di limite (per esempio nessuna singolarità). Seguendo la formulazione classica della teoria quantistica dei campi, il vuoto nell'estensione del vuoto viene scritto come una funzione integrale sul tensore metrico che diviene così il campo quantistico considerato. 
{\displaystyle \int {\mathcal {D}}\mathbf {g} \,{\mathcal {D}}\phi \,\exp \left(-\int d^{4}x{\sqrt {|\mathbf {g} |}}(R+{\mathcal {L}}_{\mathrm {matter} })\right)}
dove ϕ  indica tutti i campi di materia.